# 金特·霍夫曼-舍恩博恩
金特·霍夫曼-舍恩博恩（Günther Hoffmann-Schönborn，1905年5月1日 - 1970年4月4日）是一位納粹德國德意志國防軍将领，曾擔任第18国民掷弹兵师以及第5裝甲師指揮官並获颁騎士鐵十字勳章。